# Rusio
Rusio (en cors Rusiu) és un municipi francès, situat a la regió de Còrsega, al departament d'Alta Còrsega. L'any 1999 tenia 66 habitants.

## Demografia
| 1962 | 1968 | 1975 | 1982 | 1990 | 1999 |
| ---- | ---- | ---- | ---- | ---- | ---- |
| 99   | 108  | 100  | 83   | 57   | 66   |

## Administració
| Període | Identitat             | Partit | Qualitat |  |
| ------- | --------------------- | ------ | -------- |  |
| 2001-   | Ange Toussaint Rocchi |        |          |  |